# Moncontour (Côtes-d'Armor)
 Moncontour  (en bretón Monkontour) es una pequeña población y comuna francesa, situada en la región de Bretaña, departamento de Côtes-d'Armor, en el distrito de Saint-Brieuc y cantón de Moncontour (Côtes-d'Armor).

## Demografía
| 1233 | 1187 | 1149 | 1014 | 901 | 865 |
| Para los censos de 1962 a 1999 la población legal corresponde a la población sin duplicidades (Fuente: INSEE [Consultar]) |      |      |      |     |     |

## Lugares y monumentos
Moncontour es una localidad catalogada como "Petite cité de caractère" y "Les Plus Beaux Villages de France". Tiene un pequeño casco histórico bien conservado. Es una antigua ciudad fortificada sobre una loma. Aparte del encanto de sus pequeñas calles, de los restos de sus murallas y de algunos edificios, destaca la iglesia Saint-Mathurin.

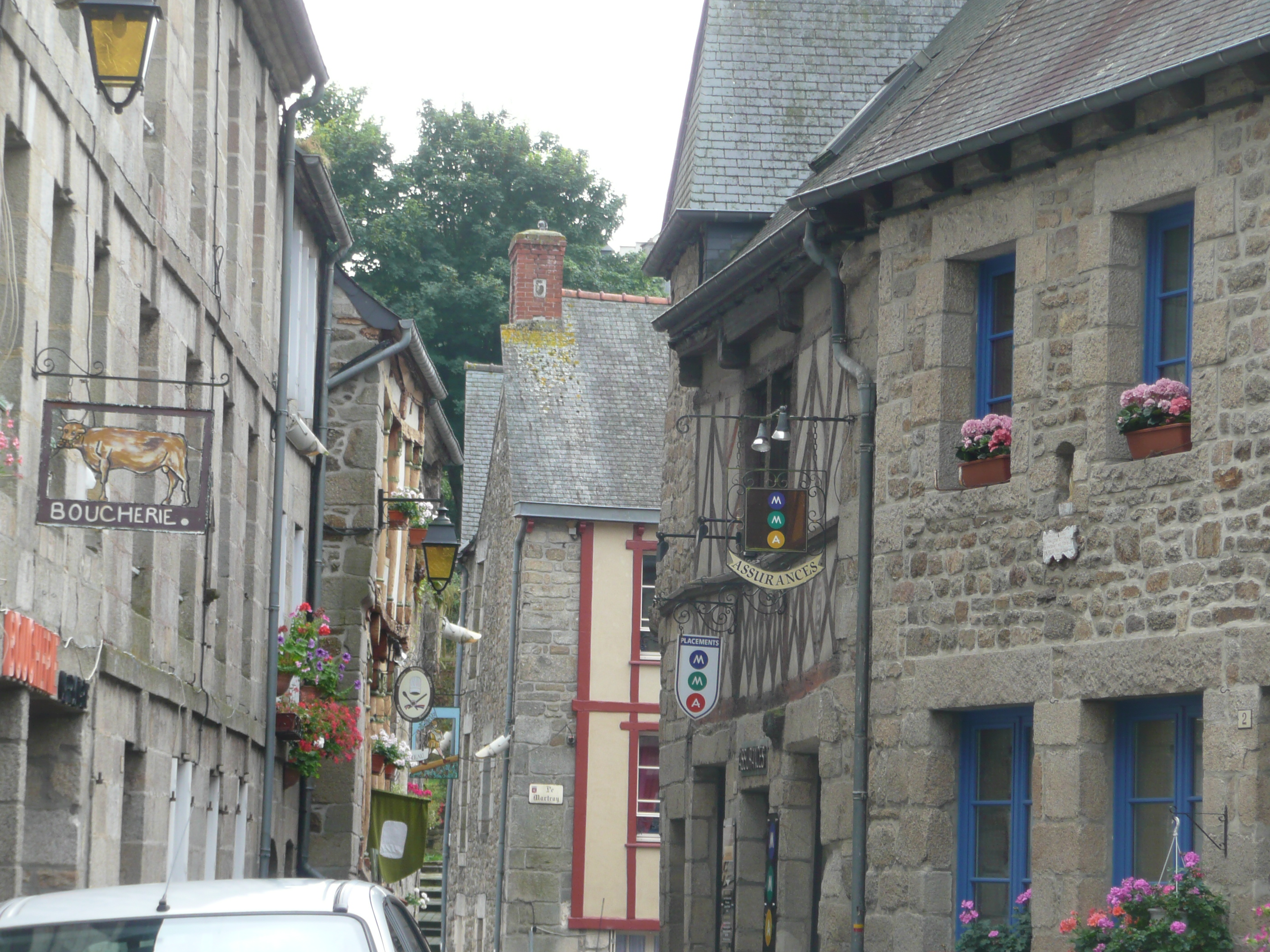
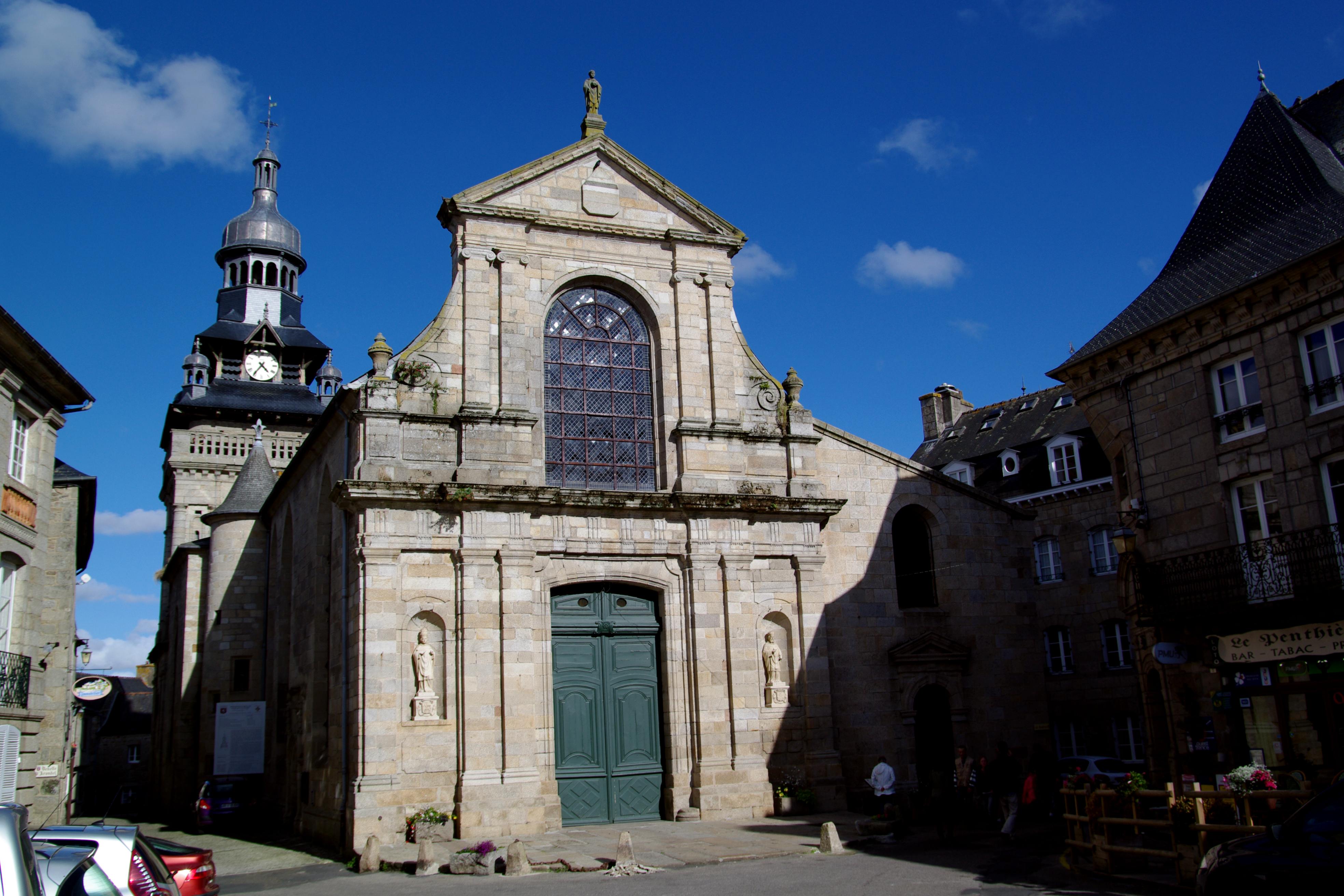
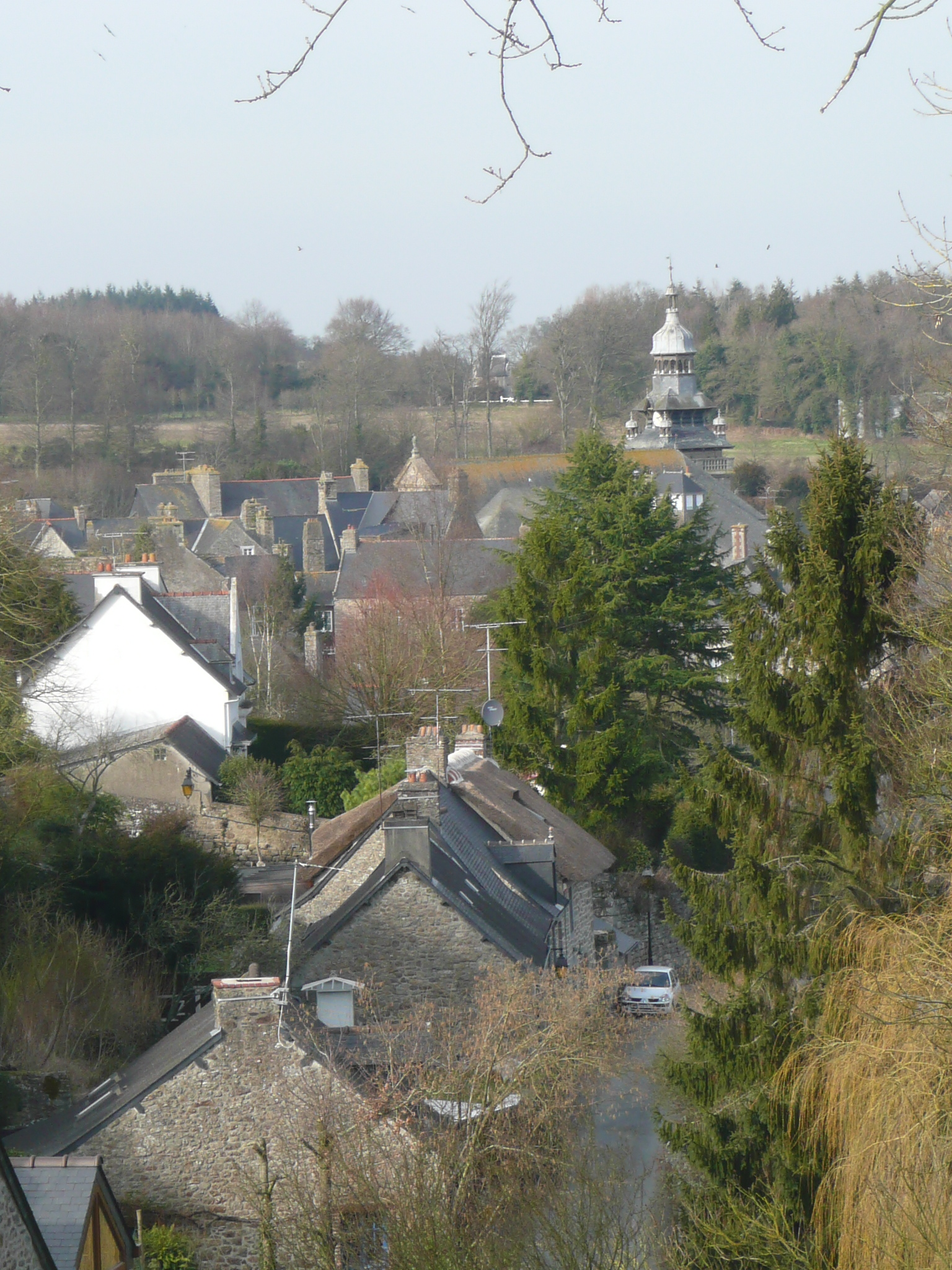
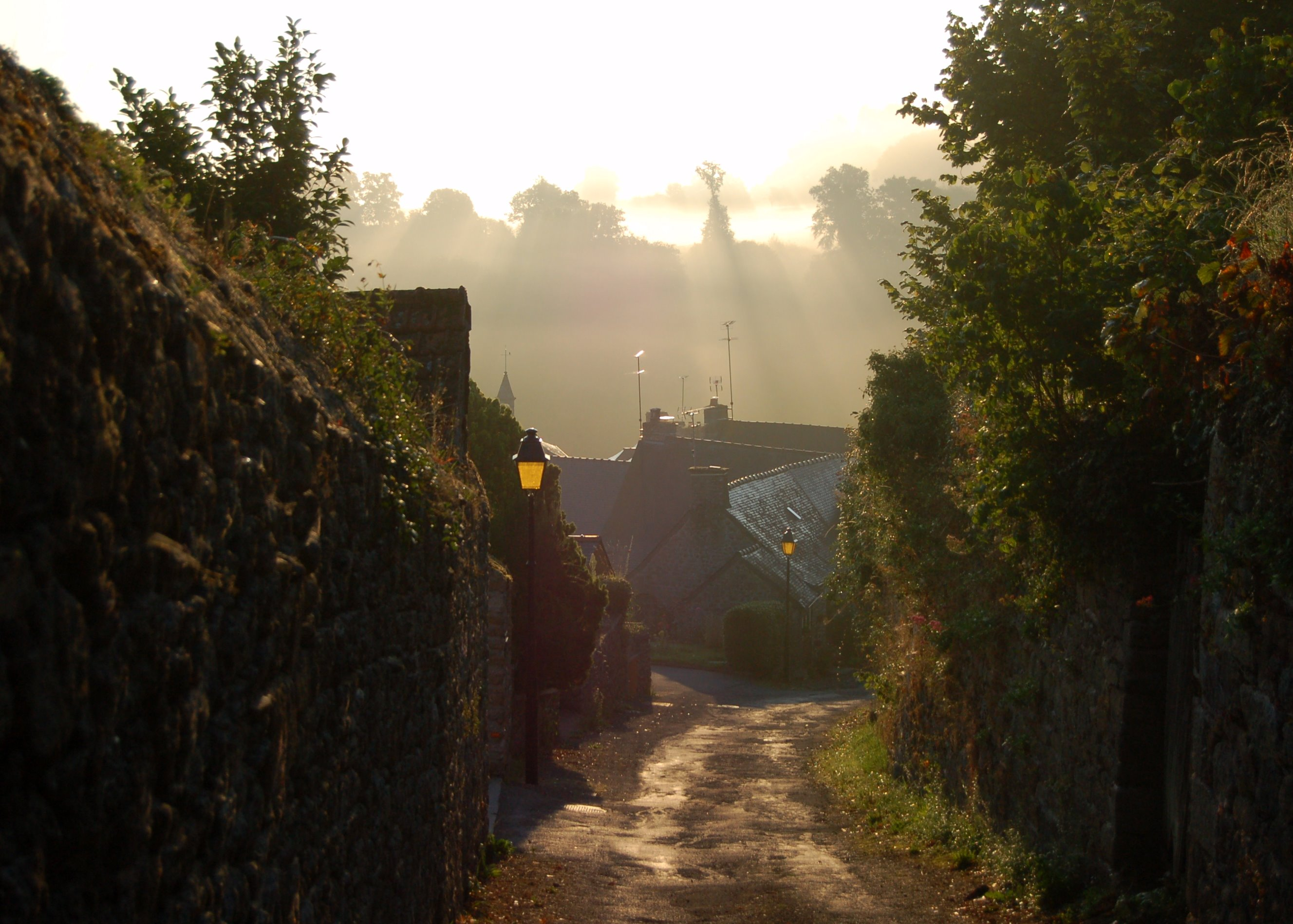

## Historia
Antigua ciudad feudal, fue una ciudad fortificada que permitía controlar las cercanías.Durante los siglos XVII y XVII, Moncontour fue un lugar de producción de lona con varios intercambios con España.